# 冬のライオン
『冬のライオン』（ふゆのライオン、英: The Lion in Winter）は、1966年初演のブロードウェイのジェームズ・ゴールドマンによる舞台劇。1999年にはリバイバル上演されている。また、1968年にイギリスで映画化され、2003年にはアメリカ合衆国でテレビ映画としてリメイクもされた。
1183年クリスマスのシノン城を舞台に、中世のイングランド国王ヘンリー2世と王妃エレノア、その3人の息子とフランス王を絡め、権力と人間関係を巡る愛憎を描く。
歴代のエレノア役を演じた女優が常に絶賛されて様々な賞に輝く一方で、フィリップ役には将来が有望な新鋭の美男俳優が起用されることでも話題になる作品である。

## あらすじ
イングランド国王ヘンリー2世は、愛息子ジョンと剣術の稽古をしている。ヘンリーは自身をリア王に重ね、名君になる決意を傍らにいる愛妾アレースに語る。1183年のクリスマス。イングランド国王ヘンリーは、自分への反乱が絶えない家族や、領土を巡るフランス王との長年の争いを解決するため、軟禁中の妃エレノア、息子のリチャード、ジェフリー、フランス王のフィリップをシノン城に呼び集めることを決める。
これに、ヘンリーの愛する末子のジョンと、愛妾アレースが絡んで、様々な駆け引きが繰り広げられる中、崩壊した家庭の人間模様が改めて浮き彫りにされてゆく。そんな中、王妃エレノアは広大なアキテーヌ領と引き換えに、自身の解放と、リチャードとアレースを結婚させるべくヘンリーに迫り、ヘンリーも一度は決心する。ジョン、そしてアレースは激しく抵抗するが、強引に祭壇に誘われる。しかし、祭壇の前でリチャードやフィリップと激しい口論が繰り広げられ、白紙となる。ヘンリーはアレースへの愛を逆に深め、その様子を見たエレノアは悲しみと屈辱で瞳を潤ませる。
翌未明、男たちは次々にフランス王フィリップの部屋を訪れては、片隅に隠れる。最後にヘンリーが訪れ、和平を申し出るが、フィリップがリチャードへの愛を否定したところでリチャードが物陰から飛び出す。二人は口論となり、さらに物陰から現れたジョンとさえ口論となり、ジェフリーが冷静に話しかける。そして激高したヘンリーは、3人の王子たちを勘当することを宣言する。
息子たちの相変わらずの裏切りに愛想が尽きたヘンリーは、かれらを幽閉し、エレノアとの結婚を無効として、アレースと結婚して新たな子を得ようと、ローマの教皇の下へ赴こうとする。一方、エレノアは3人の息子を酒倉に集め、短剣を渡し、ヘンリーに叛乱を起こさせようとする。そこにヘンリーが現れ、明かりを灯す。対立が避けられないと悟ったリチャードは短剣を手に取り、またヘンリーも残りの短剣をジェフリーとジョンに渡す。3対1の決闘が始まるが、ヘンリーの気迫に息子たちは劣勢となる。しかしヘンリーは止めを刺せないまま、戦いの終わりを宣言する。息子たちはその場から逃げるように立ち去り、ヘンリーはアレースを突き放す。
ヘンリーは王国を、エレノアはヘンリーの愛を失い、互いに絶望の淵にあるが、希望を信じ絶望に立ち向かう力強さを見せ、静かな語らいの時を持つ。二人は力強い笑いとともに、再び離別するのだった。

## 登場人物
登場人物は全て歴史上の実在の人物であり、背景も史実に基づいている。しかし登場人物の性格や彼らに関する逸話は、史実というよりも、むしろ英米で広く一般に知られている伝説的な人物像を基に描かれている。1183年のクリスマスにシノン城に一家が集まったというのも、前年の1182年のクリスマスにノルマンディーのカンに一家が集まったことを下敷きにした創作である。括弧内はモデルとなった実在の人物。
ヘンリー（イングランド王ヘンリー2世、50歳）
アンジュー伯・ノルマンディー公という地方領主に過ぎなかったヘンリーが西ヨーロッパ全土に覇を称えるアンジュー帝国を打ち立てることができたのも、そもそもは10歳近く年上のエレノアが広大な所領を持参金に妻になってくれたおかげだった。しかしロザムンドという愛人を寵愛するあまり、エレノアとの別居、ひいては息子たちの反乱を招いてしまう。その後、息子たちとはうわべでは和解したが、しこりは残る。それから10年、エレノアを軟禁状態に置く中、現在では養女同然に育てていたフランス王女アリースと事実上の夫婦関係にある。絶頂期にあって体力的にはまだまだ壮健ながら、後継者のことを考えると不安は尽きない。「冬のライオン」とは、ヘンリーのことを指す。

エレノア（アリエノール・ダキテーヌ、61歳）
フランス全土の3分の1にも及ぶ広大なアキテーヌ、ガスコーニュ、ポワチエの女公で、かつては自領の軍勢を率いて十字軍に参加したこともある女傑。恋多き女で、フランス王ルイ7世の妃でありながら、不貞を理由に結婚を無効とされたほど。その腹いせにアンジュー伯・ノルマンディー公のヘンリーと結婚、フランス国土の大半がヘンリーとエレノアの夫婦に帰してしまったという背景がある。ヘンリーに愛人ができると愛想を尽かし、単身アキテーヌに帰ってしまうが、息子たちを煽ってヘンリーに対する反乱を起こさせる。自らもこれに加わるが捕らえられ、かれこれ10年近く軟禁状態に置かれているものの、その存在は依然として陰ることがない。

リチャード（後のイングランド王リチャード1世、26歳）
血のあるところリチャードありと言われた勇猛果敢な騎士。一方では母も訳知りの同性愛者で、数年前にはフィリップと恋愛関係にあった。エレノアの愛情を一身に集めながらも、母の偉大な存在は常にコンプレックスとなって彼を苦しめる。

ジェフリー（ブルターニュ公ジョフロワ2世、25歳）
子供のときからリチャードを偏愛する母とジョンを偏愛する父を見て育ったジェフリーは、愛情の欠如を己の権謀術数の才で補っていた。家庭崩壊の機に漁父の利を得て、自らが王権の継承者たらんと画策する。

ジョン（後のイングランド王ジョン、16歳）
甘えん坊で愚鈍な末っ子。母エレノアの軟禁後、ヘンリーの愛情を一身に受けて育ったが、父が最も愛する息子であることを過信するあまり、プライドばかりが高い性格に。

フィリップ（フランス王フィリップ2世、19歳）
沈着冷静で気品ある若きフランス王。エレノアの前夫でヘンリーが事実上攻め滅ぼしたルイ7世の子だが、あまりにも弱かった実の父を心のうちでは軽蔑している。そんな歪んだ性格のフィリップは数年前にリチャードと同性愛の関係を持つが、果たしてそれは真実の愛だったか、復讐の手段だったのか。

アレース（フランス王女アデル、23歳）
フィリップの異母姉で、元々はリチャードの婚約者としてヘンリーとエレノアに幼少期より育てられたが、エレノアの軟禁後、ヘンリーは成長したアレースを自分の妃同然に愛するようになっていた。しかしアレースを妻とするのは将来のフランス王位継承権を左右することに繋がりかねないことから、リチャードとジョンもアレースをわが妻にと訴える。

## 1966年 舞台版
ブロードウェイのアンバサダー劇場で、1966年3月3日本演初日。
キャスト
- ヘンリー：ロバート・プレストン (Robert Preston)
- エレノア：ローズマリー・ハリス (Rosemary Harris)
- リチャード：ジェームズ・ラドー (James Rado)
- フィリップ：クリストファー・ウォーケン (Christopher Walken)

スタッフ
- 原作・台本：ジェームズ・ゴールドマン (James Goldman)
- 監督：ノエル・ウィルマン (Noel Willman)
- 音楽：トーマス・ワグナー (Thomas Wagner)

賞
- トニー賞
  - 主演女優賞（受賞）：ローズマリー・ハリス
  - 監督賞（ノミネート）：ノエル・ウィルマン

## 1968年 映画版
エンバシー・ピクチャーズ製作、137分、1968年10月30日公開（アメリカ）。アンソニー・ホプキンスとティモシー・ダルトンの映画デビュー作である。

### キャスト
| 役名                   | 俳優                   | 日本語吹き替え | 日本語吹き替え |
| 役名                   | 俳優                   | TBS版          | LD版           |
| ---------------------- | ---------------------- | -------------- | -------------- |
| ヘンリー               | ピーター・オトゥール   | 田中明夫       | 瑳川哲朗       |
| エレノア               | キャサリン・ヘプバーン | 大塚道子       | 鳳八千代       |
| リチャード             | アンソニー・ホプキンス | 小林清志       | 石田太郎       |
| フィリップ             | ティモシー・ダルトン   |                | 有川博         |
| ジェフリー             | ジョン・キャッスル     |                | 安原義人       |
| ジョン                 | ナイジェル・テリー     |                | 小比類巻孝一   |
| アリース               | ジェーン・メロウ       |                | 岡本茉利       |
| ウィリアム・マーシャル | ナイジェル・ストック   |                | 上田敏也       |

- TBS版：初回放送1974年12月30日『月曜ロードショー』
- LD版：翻訳・岩佐幸子、制作：東北新社 ※KADOKAWAから発売されたBDに収録。日本語吹替音声に一部欠落ありと誤植されている。

### 作品の評価

#### 映画批評家によるレビュー
Rotten Tomatoesによれば、批評家の一致した見解は「平均的な時代物よりもシャープでウィットのある『冬のライオン』は、ピーター・オトゥール、キャサリン・ヘプバーン、そして本作で映画デビューしたアンソニー・ホプキンスの素晴らしいパフォーマンスに支えられた宮殿の陰謀物語である。」であり、39件の評論のうち高評価は92%にあたる36件で、平均点は10点満点中8.31点となっている。

#### 受賞歴
| 賞                                    | 部門                  | 対象                     | 結果       | 備考                                                      |
| ------------------------------------- | --------------------- | ------------------------ | ---------- | --------------------------------------------------------- |
| アカデミー賞                          | 作品賞                |                          | ノミネート |                                                           |
| アカデミー賞                          | 監督賞                | アンソニー・ハーヴェイ   | ノミネート |                                                           |
| アカデミー賞                          | 主演男優賞            | ピーター・オトゥール     | ノミネート |                                                           |
| アカデミー賞                          | 主演女優賞            | キャサリン・ヘプバーン   | 受賞       | 『ファニー・ガール』のバーブラ・ ストライサンドと同点受賞 |
| アカデミー賞                          | 脚色賞                | ジェームズ・ゴールドマン | 受賞       |                                                           |
| アカデミー賞                          | 衣裳デザイン賞        | マーガレット・ファース   | ノミネート |                                                           |
| アカデミー賞                          | 作曲賞                | ジョン・バリー           | 受賞       |                                                           |
| 英国アカデミー賞                      | 主演女優賞            | キャサリン・ヘプバーン   | 受賞       | 『招かれざる客』での演技と合わせて                        |
| 英国アカデミー賞                      | 助演男優賞            | アンソニー・ホプキンス   | ノミネート |                                                           |
| 英国アカデミー賞                      | 脚本賞                | ジェームズ・ゴールドマン | ノミネート |                                                           |
| 英国アカデミー賞                      | 撮影賞                | ダグラス・スローカム     | ノミネート |                                                           |
| 英国アカデミー賞                      | 作曲賞                | ジョン・バリー           | 受賞       |                                                           |
| 英国アカデミー賞                      | 音響賞                | クリス・グリーナム       | ノミネート |                                                           |
| 英国アカデミー賞                      | 衣裳デザイン賞        | マーガレット・ファース   | ノミネート |                                                           |
| 全米監督協会賞                        | 長編映画監督賞        | アンソニー・ハーヴェイ   | 受賞       |                                                           |
| ゴールデングローブ賞                  | ドラマ部門 作品賞     |                          | 受賞       |                                                           |
| ゴールデングローブ賞                  | ドラマ部門 主演男優賞 | ピーター・オトゥール     | 受賞       |                                                           |
| ゴールデングローブ賞                  | ドラマ部門 主演女優賞 | キャサリン・ヘプバーン   | ノミネート |                                                           |
| ゴールデングローブ賞                  | 助演女優賞            | ジェーン・メロウ         | ノミネート |                                                           |
| ゴールデングローブ賞                  | 監督賞                | アンソニー・ハーヴェイ   | ノミネート |                                                           |
| ゴールデングローブ賞                  | 脚本賞                | ジェームズ・ゴールドマン | ノミネート |                                                           |
| ゴールデングローブ賞                  | 作曲賞                | ジョン・バリー           | ノミネート |                                                           |
| ナショナル・ボード・ オブ・レビュー賞 | 作品トップ10          |                          | 第7位      |                                                           |
| ニューヨーク 映画批評家協会賞         | 作品賞                |                          | 受賞       |                                                           |
| ニューヨーク 映画批評家協会賞         | 脚本賞                | ジェームズ・ゴールドマン | 第2位      |                                                           |
| ニューヨーク 映画批評家協会賞         | 主演男優賞            | ピーター・オトゥール     | 第3位      |                                                           |

## 1999年 舞台版
ブロードウェイのクライテリオン・センター・ステージライト劇場で、1999年2月17日プレビュー初日、3月11日本演初日。
キャスト
- ヘンリー：ローレンス・フィッシュバーン (Laurence Fishburne)
- エレノア：ストッカード・チャニング (Stockard Channing)
- リチャード：シューマ・ハンター＝ゴールト (Chuma Hunter-Gault)
- フィリップ：ロジャー・ハワース (Roger Howarth)

スタッフ
- 原作・脚本：ジェームズ・ゴールドマン (James Goldman)
- 監督：マイケル・マイヤー (Michael Mayer)

賞
- トニー賞
  - 主演女優賞（ノミネート）：ストッカード・チャニング

## 2003年 テレビ版
アメリカ合衆国のテレビ映画として製作された。放送時間153分。2003年12月26日にイギリスで初公開され、本国アメリカでは2004年5月23日に放送された。
1968年の映画版の演出は、その2年前にブロードウェイで初演された舞台版の演出に極めて近いもので、このためセリフ廻しのテンポが良く、会話速度も通常の日常会話より速いものになっていた。これに対してこのリメイク版では、セリフ廻しに十分な間をとって登場人物の心情や感情の推移をより繊細に描き出しているところに特徴がある。また時代背景を表すシーンを多く織り交ぜて臨場感を出すことにも成功している。このためこのリメイク版は、セリフ自体は映画版のものと全く同じなのにもかかわらず、映画版に比べて尺が16分も長くなっている。
キャスト
- ヘンリー：パトリック・スチュワート (Patrick Stewart)
- エレノア：グレン・クローズ (Glenn Close)
- リチャード：アンドリュー・ハワード (Andrew Howard)
- フィリップ：ジョナサン・リース＝マイヤーズ (Jonathan Rhys-Meyers)

スタッフ
- 監督：アンドレイ・コンチャロフスキー (Andrei Konchalovsky)
- 音楽：リチャード・ハートリー (Richard Hartley)
- 撮影：セルゲイ・コズロフ (Sergei Kozlov)

賞
- ゴールデングローブ賞・ミニシリーズ・テレビ映画部門
  - 作品賞（ノミネート）
  - 主演男優賞（ノミネート）：パトリック・スチュワート
  - 主演女優賞（受賞）：グレン・クローズ
- エミー賞・テレビ映画部門
  - 作品賞（ノミネート）
  - 主演女優賞（ノミネート）：グレン・クロース
  - 監督賞（ノミネート）：アンドレイ・コンチャロフスキー
  - 衣装デザイン賞（受賞）
  - 美術賞（ノミネート）
  - ヘアメイク賞（ノミネート）